# Metzingen
Metzingen är en stad vid foten av Schwäbische Alb i delstaten Baden-Württemberg i Tyskland. Kommunen består av ortsdelarna (tyska Ortsteile) Metzingen, Glems och Neuhausen an der Erms. Folkmängden uppgår till cirka 22 500 invånare, på en yta av 34,55 kvadratkilometer.
Staden ingår i kommunalförbundet Metzingen tillsammans med kommunerna Grafenberg och Riederich.

## Näringsliv
Den kända konfektionstillverkaren Hugo Boss har sitt säte i Metzingen. Sportutrustningstillverkaren Reusch har även de sitt huvudkontor i Metzingen. De har båda fabriksbutiker i Metzingen.

## Befolkningsutveckling
| Befolkningsutvecklingen i Metzingen 1975–2015 | Befolkningsutvecklingen i Metzingen 1975–2015 | Befolkningsutvecklingen i Metzingen 1975–2015 | Befolkningsutvecklingen i Metzingen 1975–2015 | Befolkningsutvecklingen i Metzingen 1975–2015 |
| --------------------------------------------- | --------------------------------------------- | --------------------------------------------- | --------------------------------------------- | --------------------------------------------- |
|                                               |                                               |                                               |                                               |                                               |
| År                                            |                                               |                                               | Folkmängd                                     | Areal (ha)                                    |
| 1975                                          | 1975                                          |                                               | 19 224                                        | 3 462                                         |
| 1980                                          | 1980                                          |                                               | 19 473                                        | 3 461                                         |
| 1985                                          | 1985                                          |                                               | 19 402                                        |                                               |
| 1990                                          | 1990                                          |                                               | 20 754                                        |                                               |
| 1995                                          | 1995                                          |                                               | 21 447                                        |                                               |
| 2000                                          | 2000                                          |                                               | 21 679                                        |                                               |
| 2005                                          | 2005                                          |                                               | 21 983                                        | 3 458                                         |
| 2010                                          | 2010                                          |                                               | 22 035                                        |                                               |
| 2015                                          | 2015                                          |                                               | 21 612                                        |                                               |
|                                               |                                               |                                               |                                               |                                               |